# Vicenç Acuña
Vicenç Acuña es un compositor español. Enseña armonía y contrapunto en el Conservatorio Municipal de Música de Barcelona.

## Premios
Ha recibido distintos premios a lo largo de su carrera, entre ellos, el Premio Asturias (1978), el Ciudad Ibagüe de Colombia (1981) o el Antoni Soler de la Generalidad de Cataluña (1983).

## Obra
- Cançó dels tres Reis (1972).
- Suite clásica (para orquesta, 1972).
- L'home que llaura (para coro y orquesta, 1972).
- Quintet II (música de cámara, 1974).
- Ocells perduts II (para cuatro guitarras, 1976).
- Dessobre la Terra (1976)
- Idil·li (para dos guitarras, 1977).
- Alliberació (1978).
- Canción de cuna (para coro, 1978).
- Reaccions (para piano, 1979).